# Thuật ngữ tiếng Ý trong âm nhạc
Không có gì đáng ngạc nhiên khi có rất nhiều thuật ngữ tiếng Ý trong âm nhạc vì Ý đã từng đóng một vai trò quan trọng trong việc phát triển của âm nhạc ở châu Âu ngay từ thời kỳ Phục hưng, đặc biệt trong suốt thời kỳ Barốc. Trong thời kỳ đó các nhạc sĩ người Ý đã thống trị gần như toàn bộ đời sống âm nhạc của lục địa này. Và chính từ giai đoạn này mà vô vàn thuật ngữ đã xuất hiện và được sử dụng rộng rãi. (Xem thêm bản nhạc bướm.)
Dưới đây là danh sách một số các thuật ngữ được sử dụng:

## Thể nhạc
| Thuật ngữ tiếng Ý | Dịch sát                      | Định nghĩa                                                       |
| A cappella*       | như trong nhà thờ nhỏ         | Hát không có nhạc cụ đi kèm, hát chay                            |
| Aria              | không khí                     | Bài hát có kèm nhạc cụ, đặc biệt trong một opera                 |
| Arietta           | không khí nhỏ                 | Một bài aria ngắn                                                |
| Ballabile         | nhảy được                     | Một bài hát theo nhịp nhảy                                       |
| Battaglia         | trận đánh                     | Một khúc nhạc gợi không khí một trận đánh                        |
| Bergamasca        | từ Bergamo                    | Một điệu nhảy của dân vùng Bergamo                               |
| Burletta          | một trò đùa nhỏ               | Một vở opera khôi hài nhẹ                                        |
| Cadenza           | đang rơi                      | Một đoạn độc tấu hào nhoáng ở cuối phần trình diễn               |
| Capriccio         | đồng bóng                     | Một khúc nhạc sôi nổi                                            |
| Coda              | đuôi                          | Phần cuối mỗi đoạn                                               |
| Concerto          | sự hoà hợp                    | Một tác phẩm âm nhạc viết cho nhạc cụ độc tấu có dàn nhạc đi kèm |
| Concertino        | sự hoà hợp nhỏ                | Một bản concerto ngắn; nhạc cụ độc tấu trong một bản concerto    |
| Concerto grosso   | sự hoà hợp lớn                | Một thể Barốc của concerto, với một nhóm các nhạc cụ độc tấu     |
| Libretto          | quyển sách nhỏ                | Một tác phẩm ghi lời một vở opera hay nhạc                       |
| Opera             | tác phẩm                      | Một vở kịch có hát và nhạc cụ biểu diễn                          |
| Opera buffa       | opera khôi hài                | Một vở opera khôi hài                                            |
| Opera seria       | opera nghiêm túc              | Một vở opera với chủ đề nghiêm túc, thường là cổ điển            |
| Sonata            | kêu vang                      | Một nhạc phẩm ở thể sônát cho một hay hai nhạc cụ                |
| Intermezzo        | lúc ngưng, nghỉ giữa hai đoạn | Khúc nhạc ngắn trung gian                                        |

## Nhạc cụ
| Thuật ngữ tiếng Ý | Dịch sát                                       | Định nghĩa                                                                   |
| Piano(forte)      | êm ái (ầm ĩ)                                   | Một loại nhạc cụ có bàn phím                                                 |
| Viola             | viola, gốc Latinh vitulari "hãy vui lên"       | Một loại nhạc cụ có dây với kích thước trung bình                            |
| (Violon)cello     | violone nhỏ (violone nghĩa là "viola lớn")     | Một loại nhạc cụ có dây lớn                                                  |
| Viola da gamba    | viola chân                                     | Một loại nhạc cụ có dây, khi sử dụng được kẹp giữa hai chân, còn gọi là viol |
| Viola da braccio  | viola tay                                      | Một loại nhạc cụ có dây được giữ bằng tay, như violin hay viola              |
| Viola d'amore     | viola tình yêu                                 | Một loại viol tenor không có phím                                            |
| Tuba              | ống                                            | Một loại kèn đồng lớn                                                        |
| Piccolo           | nhỏ                                            | Một loại sáo gỗ nhỏ                                                          |
| Timpani           | trống                                          | Một loại trống lớn                                                           |
| Cornetto          | sừng nhỏ                                       | Một loại sáo gỗ cổ                                                           |
| Campana           | chuông                                         | Một loại chuông dùng trong một dàn nhạc; còn gọi là "chuông" campane         |
| Orchestra         | orchestra, tiếng Hy Lạp: orkesthai "điệu nhảy" | Một dàn hòa tấu với nhiều loại nhạc cụ                                       |

## Giọng
| Thuật ngữ tiếng Ý | Dịch sát      | Định nghĩa |
| Soprano           | trên          | Giọng nữ cao |
| Mezzo-soprano     | soprano trung | Giọng giữa soprano và alto, giọng nữ trung                                                                                     |
| Alto              | cao (?!)      | Giọng cao thứ nhì; giọng nữ trầm                                                                                               |
| Contralto         | ngược lại cao | Tương đương với giọng alto |
| Tenor             | nam cao       | Giọng nam cao |
| Baritone          | nam trung     | Giọng nam trung |
| Basso             | thấp          | Hay bass, giọng nam trầm |
| Basso profondo    | thấp và sâu   | Giọng cực trầm |
| Castrato          | thiến         | Một ca sĩ nam bị thiến để hát giọng soprano. (Bây giờ do nữ ca sĩ, hoặc nam ca sĩ countertenor cổ truyền, hoặc sopranista hát) |
| Countertenor      | phản nam cao  | Giọng phản nam cao. (Âm vực tương đương với giọng Alto/Contralto)                                                              |

## Độ nhanh
| Thuật ngữ tiếng Ý      | Dịch sát            | Định nghĩa                                                               |
| Tempo                  | thời gian           | Nhịp độ của một đoạn nhạc                                                |
| Largo                  | rộng                | Chậm và trang nghiêm                                                     |
| Larghetto              | hơi rộng            | Nhanh hơn largo                                                          |
| Lento                  | chậm                | Chậm                                                                     |
| Adagissimo             | rất chậm            | Rất chậm                                                                 |
| Grave                  |                     | Nghiêm trang                                                             |
| Adagio                 | ad agio, thoải mái  | Thong thả                                                                |
| Adagietto              | adagio nhỏ          | Nhanh hơn adagio; hoặc để chỉ tác phẩm adagio ngắn                       |
| Andante                | đang đi             | Thư thái, không vội                                                      |
| Adantino               |                     | Gần như thư thái                                                         |
| Sostenuto              |                     | Kiềm lại, hãm lại                                                        |
| Comodo                 | thoải mái           | Theo tốc độ vừa phải                                                     |
| Moderato               | vừa phải            | Theo tốc độ vừa phải, nhanh hơn comodo                                   |
| Allegretto             | hơi vui tươi        | Hơi chậm hơn allegro                                                     |
| Allegro                | vui tươi, sống động | Tương đối nhanh                                                          |
| Vivo                   |                     | Sôi nổi                                                                  |
| Vivace                 |                     | Sôi nổi, sống động                                                       |
| Vivacissimo            |                     | Rất sôi nổi, rất sống động                                               |
| Veloce                 |                     | Mau, nhanh                                                               |
| Presto                 | mau                 | Rất nhanh                                                                |
| Prestissimo            | rất mau             | Rất rất nhanh                                                            |
| Accelerando            | đang tăng tốc       | Đang tăng tốc                                                            |
| Affrettando            | đang vội            | Đang tăng tốc                                                            |
| Accompagnato           | có đi kèm           | Đệm theo một ca sĩ độc tấu, người này có thể tăng hay giảm tốc tùy thích |
| Ad libitium hay ad lib | tuỳ ý thích         | Tuỳ theo ý thích của diễn viên                                           |
| Rallentando            |                     | Chậm dần                                                                 |
| Ritardando             |                     | Chậm lại                                                                 |
| Ritenuto               |                     | Kìm lại                                                                  |
| Stringendo             |                     | Siết chặt                                                                |
| A Placere              |                     | Tùy ý                                                                    |
| Poco a poco            |                     | Dần dần                                                                  |
| Meno presto            |                     | Bớt nhanh                                                                |
| Piu Mosso              |                     | Nhanh hơn                                                                |
| Tempo primo            |                     | Quay lại tốc độ đầu                                                      |
| A Tempo                |                     | Trở lại tốc độ cũ                                                        |
| Tempo di Marcia        |                     | Nhịp hành khúc                                                           |

## Âm lượng
| Thuật ngữ tiếng Ý | Dịch sát         | Định nghĩa                                       |
| Calando           | thì thầm         | Giảm dần (tốc độ và âm lượng)                    |
| Crescendo         | trở nên mạnh hơn | Chơi càng lúc càng lớn                           |
| Decrescendo       | trở nên yếu hơn  | Chơi càng lúc càng nhỏ (ngược lại của crescendo) |
| Diminuendo        | lịm tắt          | Êm dịu hơn                                       |
| Forte             | khoẻ             | To                                               |
| Fortissimo        | cực khoẻ         | Thật to                                          |
| Mezzo forte       | khoẻ vừa         | To vừa phải                                      |
| Piano             | mềm mại          | Nhẹ                                              |
| Pianissimo        | thật mềm mại     | Rất nhẹ                                          |
| Mezzo piano       | mềm mại vừa      | Nhẹ vừa phải                                     |

## Cảm xúc
| Thuật ngữ tiếng Ý | Dịch sát                  | Định nghĩa                                |
| Affettuoso        | có cảm giác               | Âu yếm                                    |
| Appassionato      | có sự say mê              | Say đắm                                   |
| Con brio          | có linh hồn               | Hăng hái, nồng nhiệt                      |
| Cantabile         | hát được                  | Trong một điệu khuyến khích mọi người hát |
| Dolce             | ngọt                      | Mềm mại, dịu dàng                         |
| Agitato           | nhúc nhích                | Nhanh và sôi nổi                          |
| Animato           | hoạt bát                  | Hoạt bát                                  |
| Bruscamente       | sống sượng, thiếu kín đáo | Sống sượng                                |
| Con amore         | có tình yêu               | Trữ tình                                  |
| Con fuoco         | có lửa                    | Với một thái độ quyết liệt                |
| Lagrimoso         |                           | Than vãn                                  |
| Lamentatible      |                           | Ai oán                                    |
| Maestoso          | uy nghi                   | Trang nghiêm, hùng vĩ                     |
| Mesto             |                           | Buồn bã                                   |
| Pesante           |                           | Nặng nề, chậm chạp                        |
| Quieto            |                           | Bình tĩnh                                 |
| Scherzando        |                           | Đùa giỡn                                  |
| Sensibile         |                           | Dễ cảm, đa cảm                            |
| Spirituoso        |                           | Đầy tình cảm, phấn khởi                   |
| Strepitoso        |                           | Ồn ào, dữ dội                             |
| Teneramente       |                           | Dịu dàng                                  |
| Tranquillo        |                           | Bình tĩnh                                 |
| Vivace            | sống động                 | Sôi nổi và sống động                      |

## Diễn xuất âm nhạc nói chung
| Thuật ngữ tiếng Ý | Dịch sát          | Định nghĩa                                                                           |
| Molto             | rất               | Dùng với các thuật ngữ khác, như molto allegro - rất nhanh                           |
| Assai             | thật              | Dùng với các thuật ngữ khác, như allegro assai - thật nhanh                          |
| Poco              | một tí, một chút  | Dùng với các thuật ngữ khác, như poco diminuendo - nhỏ xuống một chút                |
| Poco a poco       | một tí lại một tí | Từng tí một, thay đổi từ từ                                                          |
| ma non troppo     | nhưng không quá   | Dùng với các thuật ngữ khác, như allegro ma non troppo - nhanh nhưng không quá nhanh |

## Chuyển hướng
| Thuật ngữ tiếng Ý | Dịch sát | Định nghĩa                                            |
| Attacca           | tấn công | Tiến hành sang đoạn nhạc sau mà không nghỉ            |
| Cambiare          | thay đổi | Bất kỳ một thay đổi nào, như đổi sang một nhạc cụ mới |

## Kỹ thuật
| Thuật ngữ tiếng Ý            | Dịch sát              | Định nghĩa                                                                                         |
| Coloratura                   | màu sắc               | Một sự hoa mỹ cầu kỳ của một đoạn hát                                                              |
| Altissimo                    | rất cao               | Rất cao                                                                                            |
| Arpeggio                     | tựa như harp          | Một hợp âm với những nốt được chơi liên tiếp, thay vì cùng một lúc                                 |
| Acciaccatura                 | nghiến đạp            | Một nốt chấm dứt thật nhanh                                                                        |
| Appoggiatura                 | nghiêng               | Ấn âm, nốt đi trước nhấn và buông vào nốt đi sau và lấy vào giá trị thời gian của nốt đi sau.      |
| Bocca chiusa                 | miệng ngậm            | Ngâm không lời trong cổ họng                                                                       |
| Chiuso                       | đóng                  | Kèn phải được che bằng tay                                                                         |
| Col legno                    | dùng gỗ               | Phải được gõ bằng sống cây vĩ thay vì kéo vĩ bình thường                                           |
| Pizzicato                    | gẩy                   | Phải được gẩy bằng tay thay vì kéo vĩ bình thường                                                  |
| Col arco                     | dùng dây              | Bãi bỏ col legno hay pizzicato, dùng vĩ kéo bình thường trở lại                                    |
| Basso continuo               | bass liên tục         | Phải đệm bass liên tục hoặc bè trầm kéo dài làm táhnh âm nền                                       |
| Coperti                      | che                   | Trống phải được che bằng vải (để giảm độ vang)                                                     |
| Una corda                    | một sợi               | Dùng pedal cho piano (để dời dàn búa gõ sao cho chỉ đánh vào một sợi dây đàn)                      |
| Due corde                    | hai sợi               | Dùng pedal cho piano. Xem piano.                                                                   |
| Tre corde hay tutte le corde | ba sợi hay tất cả sợi | Bãi bỏ una corda (bỏ chân ra khỏi pedal dời để dàn búa gõ đủ ba dây ở những mỗi nốt cao của piano) |
| Tutti                        | tất cả                | Tất cả các nhạc cụ cùng một lúc                                                                    |
| Scordatura                   | làm cho không ăn khớp | So lại dây cho violon hay ghita                                                                    |

## Vai hát
| Thuật ngữ tiếng Ý | Dịch sát                           | Định nghĩa                                                          |
| Prima donna       | đệ nhất mệnh phụ                   | Vai nữ chính                                                        |
| Comprimario/a     | con primario, cùng với người chính | Một vai phụ - comprimario nếu là đàn ông, comprimaria nếu là đàn bà |

## Đánh giá
| Thuật ngữ tiếng Ý | Dịch sát  | Định nghĩa |
| Bel canto         | giọng hay | Bất cứ lối hát thẩm mỹ nào, nhất là lối thịnh hành trong opera Ý của thế kỷ 18 và 19                                                    |
| Bravura           | khéo      | Một trình diễn (nhạc hay hát) thật xuất sắc                                                                                             |
| Bravo!            | Khéo quá! | Tiếng kêu để khen cho một nam diễn viên; nếu nhiều hơn một, dùng bravi. Cho một nữ diễn viên, dùng brava; nếu nhiều hơn một, dùng brave |